# Eugen Probst (Burgenforscher)
Eugen Probst (* 14. Dezember 1873 in Basel; † 15. August 1970 in Zürich) war ein schweizerischer Architekt und Burgenforscher.

## Leben
Der für den Kaufmannsberuf vorgesehene Eugen Probst trat im Alter von 17 Jahren eine Lehre in einem Basler Geschäftshaus an. Nach dem Lehrabschluss war Probst im Grundbuchamt Basel angestellt, gleichzeitig nahm er Zeichen- sowie Malunterricht an der dortigen Allgemeinen Gewerbeschule, bevor er sich 1897 dem Architekturstudium an der ETH Zürich sowie in Paris und Berlin zuwandte. Nach seinem Studienabschluss errichtete er Villen und Landhäuser in Zürich, im Jura sowie in St. Moritz. Darüber hinaus realisierte er den Ausbau der Station Eismeer der Jungfraubahn und beteiligte sich an diversen Architekturwettbewerben.
Der am Schutz des gebauten Erbes, insbesondere an Burgen- beziehungsweise Schlossarchitektur, interessierte Probst gründete 1927 den Schweizerischen Burgenverein mit Sitz in Zürich, dem er über 18 Jahre als Präsident und später als Ehrenpräsident vorstand. Er erwarb sich besondere Verdienste um die Erhaltung historischer Bauwerke, darunter das Haus zur Treib in Treib und die Hohle Gasse in Küssnacht, sowie die Restaurierung  zahlreicher Schlösser und Burgen, darunter das Schloss Sargans, das Schloss Marschlins, das Castello di Mesocco und die Burg Castelgrande in Bellinzona. Seinem denkmalpflegerischen Wirken ist die Instandhaltung von 400 Bauernhäusern und die Restaurierung des Dorfes Guarda im Unterengadin zu verdanken. 1932 erfolgte der Teilaufbau der Ruine der Burg Reichenstein nach seinen Plänen, ebenso im Anschluss die Burgen Rotberg und Ehrenfels.